# Jean Drouilly
Jean Drouilly, né le 30 octobre 1641 à Vernon, mort à Paris en 1698, est un sculpteur français.

## Biographie
D’une famille d’artisans, dont le père exerçait la profession de menuisier, Drouilly vint s’établir à Paris dans la seconde moitié du XVIIe siècle. Reçu, le 4 novembre 1668, membre de l’Académie de Saint-Luc, il en fut nommé, par la suite, juré. Le 22 décembre 1672, il perdit sa femme, qui fut inhumée en la paroisse Saint-Paul. À partir de cette époque jusqu’en 1697, il exécuta différents travaux pour le palais du Louvre, pour l’église des Invalides et pour les châteaux de Versailles, de Trianon, de Clagny, de Marly et de Saint-Germain-en-Laye.
Suivant Piganiol de la Force, Drouilly sculpta, vers 1678, le tabernacle du grand autel de l’église du couvent des Grands-Augustins. Nommé sculpteur du roi, iI concourut, avec d’autres artistes, à l’embellissement du château de Versailles, pour lequel il sculpta en marbre le Poème héroïque, personnifié par Louis XIV sous les traits d’un jeune héros couronné de lauriers, tenant une trompette à la main ; deux beaux vases en marbre blanc placés au Point du jour et dans l’allée du Tapis vert, côté nord, dont l’un est appelé le vase aux soleils. Il fit, en 1664, le nouveau crucifix posé la semaine d’avant Pâques pour la paroisse de Saint-Paul à Paris, où il résidait.
Florent Le Comte a écrit à son sujet :

« il fut un des bons sculpteurs de la communauté des maitres, dont il passa les charges de bonne heure ; sa belle entente pour les ouvrages et figures de marbre et de pierre, le fait distinguer dans ce qui parait en plusieurs maisons religieuses de Saint-Denis et plusieurs autres lieux où il a fait des épitaphes et différents morceaux d’ouvrages ; il a eu l’honneur d’être occupé pour le roi, à une figure en marbre représentant le poème héroïque, et à un grand vase aux soleils ; ses ouvrages sont au nombre de ceux qui font l’ornement de Versailles. »

Drouilly est mort brusquement, âgé de 57 ans, enlevé en plein talent par une fièvre.